# Masters de Miami 2018
El Miami Open presented by Itaú 2018 fue un torneo de tenis ATP World Tour Masters 1000 en su rama masculina y WTA Premier Mandatory en la femenina. Se disputó en Miami (Estados Unidos), en las canchas duras del complejo Tennis Center de Crandon Park situado en Cayo Vizcaíno, entre el 20 de marzo y el 1 de abril. Fue el último año que se jugó allí, ya que a partir de 2019 la nueva sede será el Hard Rock Stadium.
Junto al Masters de Indian Wells, el Masters de Miami cierra la primera etapa de la temporada de cemento, previa a los torneos de tierra batida y a Roland Garros.

## Puntos y premios en efectivo

### Distribución de puntos
| Evento                  | G    | F   | SF  | CF  | R16 | R32 | R64 | R128 | C  | C2 | C1 |
| Individuales masculinos | 1000 | 600 | 360 | 180 | 90  | 45  | 25  | 10   | 16 | 8  | 0  |
| Dobles masculinos       | 1000 | 600 | 360 | 180 | 90  | 0   | 0   | —    | —  | —  | —  |
| Individuales femeninos  | 1000 | 650 | 390 | 215 | 120 | 65  | 35  | 10   | 30 | 20 | 2  |
| Dobles femeninos        | 1000 | 650 | 390 | 215 | 120 | 10  | 5   | —    | —  | —  | —  |

### Premios en efectivo
| Evento                  | G           | F         | SF        | CF        | R16      | R32      | R64      | R128     | C2      | C1      |
| Individuales masculinos | $ 1 340 860 | $ 654 380 | $ 327 965 | $ 167 195 | $ 88 135 | $ 47 170 | $ 25 465 | $ 15 610 | $ 4 560 | $ 2 380 |
| Individuales femeninos  | $ 1 340 860 | $ 654 380 | $ 327 965 | $ 167 195 | $ 88 135 | $ 47 170 | $ 25 465 | $ 15 610 | $ 4 560 | $ 2 380 |
| Dobles masculinos       | $ 439 350   | $ 214 410 | $ 107 470 | $ 54 760  | $ 28 880 | $ 15 460 | —        | —        | —       | —       |
| Dobles femeninos        | $ 439 350   | $ 214 410 | $ 107 470 | $ 54 760  | $ 28 880 | $ 15 460 | —        | —        | —       | —       |

## Cabezas de serie

### Individuales masculino
| N.º | Rank. | Tenista               | Puntos | Puntos por defender | Puntos ganados | Nuevos puntos | Ronda hasta la que avanzó en el torneo                  |
| 1   | 1     | Roger Federer         | 9660   | 1000                | 10             | 8670          | Segunda ronda, perdió ante Thanasi Kokkinakis [Q]       |
| 2   | 3     | Marin Čilić           | 4905   | 10                  | 90             | 4985          | Cuarta ronda, perdió ante John Isner [14]               |
| 3   | 4     | Grigor Dimitrov       | 4600   | 10                  | 45             | 4635          | Tercera ronda, perdió ante Jérémy Chardy                |
| 4   | 5     | Alexander Zverev      | 4505   | 180                 | 600            | 4925          | Final, perdió ante John Isner [14]                      |
| 5   | 6     | Juan Martín del Potro | 4155   | 45                  | 360            | 4470          | Semifinales, perdió ante John Isner [14]                |
| 6   | 8     | Kevin Anderson        | 3235   | 25                  | 180            | 3390          | Cuartos de final, perdió ante Pablo Carreño [16]        |
| 7   | 9     | David Goffin          | 3190   | 90                  | 10             | 3110          | Segunda ronda, perdió ante João Sousa                   |
| 8   | 11    | Jack Sock             | 2335   | 180                 | 45             | 2200          | Tercera ronda, perdió ante Borna Ćorić [29]             |
| 9   | 12    | Novak Djokovic        | 2300   | 0                   | 10             | 2310          | Segunda ronda, perdió ante Benoît Paire                 |
| 10  | 13    | Tomáš Berdych         | 2275   | 180                 | 45             | 2140          | Tercera ronda, perdió ante Frances Tiafoe               |
| 11  | 14    | Sam Querrey           | 2265   | 45                  | 45             | 2265          | Tercera ronda, perdió ante Denis Shapovalov             |
| 12  | 15    | Roberto Bautista      | 2255   | 90                  | 10             | 2175          | Segunda ronda, perdió ante Michael Mmoh [Q]             |
| 13  | 16    | Diego Schwartzman     | 2220   | 45                  | 45             | 2220          | Tercera ronda, perdió ante Miloš Raonić [20]            |
| 14  | 17    | John Isner            | 2170   | 45                  | 1000           | 3125          | Campeón, venció a Alexander Zverev [4]                  |
| 15  | 18    | Fabio Fognini         | 2155   | 360                 | 45             | 1840          | Tercera ronda, perdió ante Nick Kyrgios [17]            |
| 16  | 19    | Pablo Carreño         | 2045   | 10                  | 360            | 2395          | Semifinales, perdió ante Alexander Zverev [4]           |
| 17  | 20    | Nick Kyrgios          | 1945   | 360                 | 90             | 1675          | Cuarta ronda, perdió ante Alexander Zverev [4]          |
| 18  | 22    | Adrian Mannarino      | 1735   | 90                  | 10             | 1655          | Segunda ronda, perdió ante Steve Johnson                |
| 19  | 23    | Hyeon Chung           | 1727   | 10                  | 180            | 1897          | Cuartos de final, perdió ante John Isner [14]           |
| 20  | 25    | Miloš Raonić          | 1630   | 45                  | 180            | 1765          | Cuartos de final, perdió ante Juan Martín del Potro [5] |
| 21  | 26    | Kyle Edmund           | 1627   | 10                  | 10             | 1627          | Segunda ronda, perdió ante Frances Tiafoe               |
| 22  | 27    | Filip Krajinović      | 1539   | 0                   | 90             | 1629          | Cuarta ronda, perdió ante Juan Martín del Potro [5]     |
| 23  | 28    | Gilles Müller         | 1500   | 45                  | 10             | 1465          | Segunda ronda, perdió ante Mikhail Youzhny              |
| 24  | 30    | Damir Džumhur         | 1430   | 25                  | 10             | 1415          | Segunda ronda, perdió ante Denis Shapovalov             |
| 25  | 32    | Feliciano López       | 1420   | 10                  | 10             | 1420          | Segunda ronda, perdió ante Jared Donaldson              |
| 26  | 33    | Kei Nishikori         | 1415   | 180                 | 45             | 1280          | Tercera ronda, perdió ante Juan Martín del Potro [5]    |
| 27  | 34    | Andréi Rubliov        | 1393   | 25                  | 10             | 1378          | Segunda ronda, perdió ante Vasek Pospisil               |
| 28  | 35    | David Ferrer          | 1370   | 10                  | 45             | 1405          | Tercera ronda, perdió ante Alexander Zverev [4]         |
| 29  | 36    | Borna Ćorić           | 1366   | 45                  | 180            | 1501          | Cuartos de final, perdió ante Alexander Zverev [4]      |
| 30  | 37    | Richard Gasquet       | 1305   | 0                   | 10             | 1315          | Segunda ronda, perdió ante Jérémy Chardy                |
| 31  | 39    | Fernando Verdasco     | 1260   | 45                  | 90             | 1305          | Cuarta ronda, perdió ante Pablo Carreño [16]            |
| 32  | 41    | Karen Jachanov        | 1220   | 10                  | 45             | 1255          | Tercera ronda, perdió ante Kevin Anderson [6]           |

- Ranking del 19 de marzo de 2018.[5]

#### Bajas masculinas
| Rank. | Tenista            | Puntos antes | Puntos por defender | Puntos ganados | Puntos después | Motivo                   |
| ----- | ------------------ | ------------ | ------------------- | -------------- | -------------- | ------------------------ |
| 2     | Rafael Nadal       | 9370         | 600                 | 0              | 8770           | Lesión del psoas-ilíaco. |
| 7     | Dominic Thiem      | 3675         | 10                  | 0              | 3665           | Lesión de tobillo.       |
| 10    | Lucas Pouille      | 2420         | 10                  | 0              | 2410           | Preparación Copa Davis.  |
| 21    | Stan Wawrinka      | 1875         | 90                  | 0              | 1785           | Lesión de rodilla.       |
| 24    | Albert Ramos       | 1710         | 10                  | 0              | 1700           | Reposo.                  |
| 29    | Andy Murray        | 1450         | 0                   | 0              | 1450           | Lesión de cadera.        |
| 38    | Jo-Wilfried Tsonga | 1300         | 0                   | 0              | 1300           | Lesión de rodilla.       |
| 40    | Pablo Cuevas       | 1220         | 10                  | 0              | 1210           | Preparación Copa Davis.  |

### Dobles masculino
| Tenistas                          | Ranking | Preclasificado |
| Łukasz Kubot Marcelo Melo         | 2       | 1              |
| Henri Kontinen John Peers         | 7       | 2              |
| Oliver Marach Mate Pavić          | 11      | 3              |
| Jamie Murray Bruno Soares         | 17      | 4              |
| Jean-Julien Rojer Horia Tecău     | 21      | 5              |
| Bob Bryan Mike Bryan              | 28      | 6              |
| Ivan Dodig Rajeev Ram             | 33      | 7              |
| Juan Sebastián Cabal Robert Farah | 40      | 8              |

### Individuales femenino
| N.º | Rank. | Tenista                   | Puntos | Puntos por defender | Puntos ganados | Nuevos puntos | Ronda hasta la que avanzó en el torneo               |
| 1   | 1     | Simona Halep              | 8290   | 215                 | 65             | 8140          | Tercera ronda, perdió ante Agnieszka Radwańska [30]  |
| 2   | 2     | Caroline Wozniacki        | 7430   | 650                 | 10             | 6790          | Segunda ronda, perdió ante Mónica Puig               |
| 3   | 3     | Garbiñe Muguruza          | 5970   | 120                 | 120            | 5970          | Cuarta ronda, perdió ante Sloane Stephens [13]       |
| 4   | 4     | Elina Svitolina           | 5425   | 10                  | 215            | 5630          | Cuartos de final, perdió ante Jeļena Ostapenko [6]   |
| 5   | 6     | Karolína Plíšková         | 4905   | 390                 | 215            | 4730          | Cuartos de final, perdió ante Victoria Azarenka [WC] |
| 6   | 5     | Jeļena Ostapenko          | 4971   | 10                  | 650            | 5611          | Final, perdió ante Sloane Stephens [13]              |
| 7   | 7     | Caroline Garcia           | 4625   | 10                  | 10             | 4625          | Segunda ronda, perdió ante Alison Riske [Q]          |
| 8   | 8     | Venus Williams            | 4452   | 390                 | 215            | 4277          | Cuartos de final, perdió ante Danielle Collins [Q]   |
| 9   | 9     | Petra Kvitová             | 3151   | 0                   | 120            | 3271          | Cuarta ronda, perdió ante Jeļena Ostapenko [6]       |
| 10  | 10    | Angelique Kerber          | 3150   | 215                 | 215            | 3150          | Cuartos de final, perdió ante Sloane Stephens [13]   |
| 11  | 14    | Johanna Konta             | 2875   | 1000                | 120            | 1995          | Cuarta ronda, perdió ante Venus Williams [8]         |
| 12  | 13    | Julia Görges              | 2910   | 65                  | 10             | 2855          | Segunda ronda, perdió ante Carina Witthöft           |
| 13  | 12    | Sloane Stephens           | 2938   | 0                   | 1000           | 3938          | Campeona, venció a Jeļena Ostapenko [6]              |
| 14  | 15    | Madison Keys              | 2593   | 65                  | 10             | 2538          | Segunda ronda, perdió ante Victoria Azarenka [WC]    |
| 15  | 19    | Kristina Mladenovic       | 2280   | 10                  | 10             | 2280          | Segunda ronda, perdió ante Petra Martić              |
| 16  | 16    | Coco Vandeweghe           | 2488   | 10                  | 10             | 2488          | Segunda ronda, perdió ante Danielle Collins [Q]      |
| 17  | 18    | Magdaléna Rybáriková      | 2395   | (55)                | 10             | 2350          | Segunda ronda, perdió ante Monica Niculescu [Q]      |
| 18  | 27    | Svetlana Kuznetsova       | 1722   | 120                 | 10             | 1612          | Segunda ronda, perdió ante Zarina Diyas              |
| 19  | 11    | Daria Kasatkina           | 2940   | 10                  | 10             | 2940          | Segunda ronda, perdió ante Sofia Kenin [Q]           |
| 20  | 17    | Anastasija Sevastova      | 2405   | 10                  | 65             | 2460          | Tercera ronda, perdió ante Victoria Azarenka [WC]    |
| 21  | 20    | Ashleigh Barty            | 2198   | 35                  | 120            | 2283          | Cuarta ronda, perdió ante Elina Svitolina [4]        |
| 22  | 21    | Elise Mertens             | 2165   | (30)                | 65             | 2200          | Tercera ronda, perdió ante Johanna Konta [11]        |
| 23  | 25    | Anastasiya Pavliuchenkova | 1920   | 65                  | 65             | 1920          | Tercera ronda, perdió ante Angelique Kerber [10]     |
| 24  | 43    | Yelena Vesnina            | 1175   | 10                  | 10             | 1175          | Segunda ronda, perdió ante Donna Vekić               |
| 25  | 24    | Barbora Strýcová          | 1925   | 120                 | 10             | 1815          | Segunda ronda, perdió ante Christina McHale          |
| 26  | 26    | Daria Gavrilova           | 1870   | 10                  | 65             | 1925          | Tercera ronda, perdió ante Elina Svitolina [4]       |
| 27  | 23    | Carla Suárez              | 1990   | 10                  | 10             | 1990          | Segunda ronda, perdió ante Yafan Wang [Q]            |
| 28  | 28    | Anett Kontaveit           | 1710   | 95                  | 10             | 1625          | Segunda ronda, perdió ante Maria Sakkari             |
| 29  | 29    | Kiki Bertens              | 1670   | 10                  | 65             | 1725          | Tercera ronda, perdió ante Venus Williams [8]        |
| 30  | 32    | Agnieszka Radwańska       | 1470   | 65                  | 120            | 1525          | Cuarta ronda, perdió ante Victoria Azarenka [WC]     |
| 31  | 30    | Shuai Zhang               | 1555   | 65                  | 10             | 1500          | Segunda ronda, perdió ante Beatriz Haddad Maia       |
| 32  | 33    | Sorana Cîrstea            | 1410   | 65                  | 10             | 1355          | Segunda ronda, perdió ante Su-Wei Hsieh              |

- Ranking del 19 de marzo de 2018.[13]

#### Bajas femeninas
| Rank. | Tenista            | Puntos antes | Puntos por defender | Puntos ganados | Puntos después | Motivo                     |
| ----- | ------------------ | ------------ | ------------------- | -------------- | -------------- | -------------------------- |
| 31    | Dominika Cibulková | 1500         | 120                 | 0              | 1380           | Afección gastrointestinal. |

### Dobles femenino
| Tenista                               | Ranking | Preclasificada |
| Yekaterina Makarova Yelena Vesnina    | 6       | 1              |
| Hao-Ching Chan Yung-Jan Chan          | 16      | 2              |
| Gabriela Dabrowski Yifan Xu           | 19      | 3              |
| Tímea Babos Kristina Mladenovic       | 23      | 4              |
| Andrea Hlaváčková Barbora Strýcová    | 26      | 5              |
| Barbora Krejčíková Kateřina Siniaková | 42      | 6              |
| Kiki Bertens Johanna Larsson          | 44      | 7              |
| Andreja Klepač María José Martínez    | 44      | 8              |

## Campeones

### Individual masculino
John Isner venció a  Alexander Zverev por 6-7(4-7), 6-4, 6-4

### Individual femenino
Sloane Stephens venció a  Jeļena Ostapenko por 7-6(7-5), 6-1

### Dobles masculino
Bob Bryan /  Mike Bryan vencieron a  Karen Jachanov /  Andréi Rubliov por 4-6, 7-6(7-5), [10-4]

### Dobles femenino
Ashleigh Barty /  Coco Vandeweghe vencieron a  Barbora Krejčíková /  Kateřina Siniaková por 6-2, 6-1